# Чашино-Ільдіканське сільське поселення
Ча́шино-Ільдіка́нське сільське поселення (рос. Чашино-Ильдиканское сельское поселение) — сільське поселення у складі Нерчинсько-Заводського району Забайкальського краю Росії.
Адміністративний центр та єдиний населений пункт — село Чашино-Ільдікан.

## Населення
Населення сільського поселення становить 298 осіб (2019; 315 у 2010, 365 у 2002).